# Euphorbia guatemalensis
Euphorbia guatemalensis är en törelväxtart som beskrevs av Paul Carpenter Standley och Julian Alfred Steyermark. Euphorbia guatemalensis ingår i släktet törlar, och familjen törelväxter. Inga underarter finns listade i Catalogue of Life.